# Patinatge de velocitat als Jocs Olímpics d'hivern de 2010 - 3.000 metres femenins
Als Jocs Olímpics d'Hivern de 2010 celebrats a la ciutat de Vancouver (Canadà) es disputà una prova de patinatge de velocitat sobre gel sobre una distància de 3.000 metres en categoria femenina que formà part del programa oficial dels Jocs.
La prova es disputà el dia 14 de febrer de 2010 a les instal·lacions del Richmond Olympic Oval de la ciutat de Vancouver. Hi participaren un total de 28 patinadores de velocitat de 13 comitès nacionals diferents.

## Resum de medalles
| Or                | Argent            | Bronze          |
| Martina Sáblíková | Stephanie Beckert | Kristina Groves |

## Resultats
| i: pista interior | e: pista exterior |

| Pos. | Dorsal | P. | Nom                 | CON             | Temps   | Dif.   |
| ---- | ------ | -- | ------------------- | --------------- | ------- | ------ |
| 1    | 11     | e  | Martina Sáblíková   | Txèquia         | 4:02.53 |        |
| 2    | 13     | e  | Stephanie Beckert   | Alemanya        | 4:04.62 | +2.09  |
| 3    | 13     | i  | Kristina Groves     | Canadà          | 4:04.84 | +2.31  |
| 4    | 14     | e  | Daniela Anschütz    | Alemanya        | 4:04.87 | +2.34  |
| 5    | 12     | e  | Clara Hughes        | Canadà          | 4:06.01 | +3.48  |
| 6    | 11     | i  | Masako Hozumi       | Japó            | 4:07.36 | +4.83  |
| 7    | 14     | i  | Ireen Wüst          | Països Baixos   | 4:08.09 | +5.56  |
| 8    | 12     | i  | Maren Haugli        | Noruega         | 4:10.01 | +7.48  |
| 9    | 8      | e  | Nancy Swider        | Estats Units    | 4:11.16 | +8.63  |
| 10   | 8      | i  | Renate Groenewold   | Països Baixos   | 4:11.25 | +8.72  |
| 11   | 4      | i  | Diane Valkenburg    | Països Baixos   | 4:11.71 | +9.18  |
| 12   | 9      | i  | Jilleanne Rookard   | Estats Units    | 4:13.05 | +10.52 |
| 13   | 9      | e  | Katrin Mattscherodt | Alemanya        | 4:13.72 | +11.19 |
| 14   | 10     | e  | Cindy Klassen       | Canadà          | 4:15.53 | +13.00 |
| 15   | 7      | i  | Shiho Ishizawa      | Japó            | 4:15.62 | +13.09 |
| 16   | 3      | e  | Anna Rokita         | Àustria         | 4:16.42 | +13.89 |
| 17   | 10     | i  | Catherine Raney     | Estats Units    | 4:16.59 | +14.06 |
| 18   | 3      | i  | Svetlana Vysokova   | Rússia          | 4:16.91 | +14.38 |
| 19   | 2      | e  | Noh Seon-Yeong      | Corea del Sud   | 4:17.36 | +14.83 |
| 20   | 2      | i  | Galina Likhachova   | Rússia          | 4:17.63 | +15.10 |
| 21   | 4      | e  | Eri Natori          | Japó            | 4:18.18 | +15.65 |
| 22   | 7      | e  | Wang Fei            | R.P. de la Xina | 4:18.42 | +15.89 |
| 23   | 5      | i  | Lee Ju-Youn         | Corea del Sud   | 4:18.87 | +16.34 |
| 24   | 5      | e  | Luiza Złotkowska    | Polònia         | 4:19.13 | +16.60 |
| 25   | 6      | e  | Fu Chunyan          | R.P. de la Xina | 4:20.62 | +18.09 |
| 26   | 1      | i  | Park Do-Yeong       | Corea del Sud   | 4:20.92 | +18.39 |
| 27   | 6      | i  | Cathrine Grage      | Dinamarca       | 4:20.93 | +18.40 |
| 28   | 1      | e  | Katarzyna Woźniak   | Polònia         | 4:22.35 | +19.82 |